# Дмитриев, Григорий Николаевич
Григорий Николаевич Дмитриев (1877—?) — русский военный деятель, подполковник (1916). Герой Первой мировой войны.

## Биография
Общее образование получил дома. В службу вступил 1 сентября 1901 года юнкером рядового звания в Санкт-Петербургское пехотное юнкерское училище. В 1905 году выпущен подпоручиком (старшинство c 22.04.1905) в Онежский 90-й пехотный полк 23-й пехотной дивизии. Позже был переведён в 81-й пехотный Апшеронский полк 21-й пехотной дивизии.
В 1908 году произведён в поручики. С 1912 года после окончания Николаевской академии Генерального штаба по I разряду, штабс-капитан. Цензовое командование ротой в течение года отбывал в своём 81-м Апшеронском пехотном полку.
Участник Первой мировой войны. 16 ноября 1914 года произведён в капитаны Генерального штаба с назначением обер-офицером при штабе 3-го Кавказского армейского корпуса. И. д. штаб-офицера для поручений при штабе 24-го армейского корпуса (05.12.-14.12.1915). С 14 декабря 1915 года и. д. штаб-офицера 3-го Кавказского армейского корпуса, в январе 1917 года утверждён в должности.
6 января 1915 года «за храбрость» был награждён  Георгиевским оружием. 15 августа 1916 года произведён в подполковники.  13 октября 1916 года «за храбрость» награждён орденом Святого Георгия 4-й степени. С 14 июля 1917 года и. д. начальника штаба 52-й пехотной дивизии.

## Награды
- Орден Святого Станислава 3-й степени  (1906; Мечи и бант к ордену — ВП 21.03.1917)
- Орден Святой Анны 3-й степени (1912; Мечи и бант к ордену — ВП 23.02.1917)
- Орден Святой Анны 2-й степени с мечами (ВП 27.02.1915)
- Орден Святого Владимира 4-й степени с мечами и бантом (ВП 15.06.1915)
- Орден Святой Анны 4-й степени (1915; утв. ВП 03.02.1916)
- Георгиевское оружие (ВП 06.01.1916)
- Орден Святого Георгия 4-й степени (ВП 13.10.1916)